# 니치하라정
니치하라정(日原町)은 일본 시마네현 가노아시군 남서부에 있던 정이다. 현재의 쓰와노정의 일부에 해당한다.
2005년 9월 25일에 인접한 구 쓰와노정과 합병 (신설합병)해 새롭게 쓰와노정이 되어 지자체에서 니치하라정이 소멸하였다.

## 역사
- 1889년 4월 1일 - 정촌제 시행에 의해 6개 촌의 구역을 가지고 니치하라촌이 성립하였다.
- 1935년 2월 11일 - 스가와촌을 편입하였다.
- 1954년 4월 1일 - 아오하라촌과 합병해, 새로운 니치하라정이 성립하였다.
- 1954년 1월 10일 - 오가와촌의 일부를 편입하였다.
- 2005년 9월 25일 - 구 쓰와노정이 합병해 새로운 쓰와노정 (제2차)이 성립하여, 동일 니치하라정은 폐지되었다.

## 교통

### 철도
- 서일본 여객철도 야마구치선

### 도로
- 국도 9호선
- 국도 187호선